# Sten Suvio
Sten Suvio (25. november 1911 – 19. oktober 1988) var en finsk bokser, som vandt OL-guld i weltervægt ved de olympiske lege 1936 i Berlin. Efter OL blev han professionel med begrænset succes, men boksede mod flere af datidens danske boksere.

## Amatørkarriere
Som ung var Suvio talentfuld fodboldspiller og bryder og dyrkede endvidere hurtigløb på skøjter. Han begyndte imidlertid at bokse som 15 årig i 1927, og allerede to år efter i 1929 vandt han sølv ved de finske amatørmesterskaber i boksning. Året efter vandt han igen sølv, og i årene 1933-36 vandt han det finske mesterskab i weltervægt fire gange.
I 1936 blev han udtaget til OL i Berlin, hvor han vandt en guldmedalje i weltervægt efter i semifinalen at have besejret danskeren Gerhard Pedersen. I finalen besejrede han tyske Michael Murach.

### Olympiske resultater
OL-turneringen 1936 (weltervægt):
- Keikan Ri (Japan) PTS
- Leonard Cook (Australien) PTS
- Imre Mandi (Ungarn) PTS
- Gerhard Pedersen (Danmark) PTS
- Michael Murach (Germany) PTS

## Professionel karriere
Efter OL-guldet blev Suvio professionel og opnåede 34 sejre i 46 kampe. Det lykkedes dog aldrig Suvio at opnå større succes som professionel. Han debuterede som professionel i London i november 1936 med et nederlag mod Dave McCleave og flyttede herefter til USA, hvor han i 1937 boksede 8 kampe i Brooklyn. Efter et nederlag til Spider Hewitt flyttede Suvio tilbage til Europa. Han boksede en kamp om det finske mesterskab i weltervægt, men opnåede alene uafgjort, hvorefter han besejrede de danske boksere Hans Holdt og Hans Drescher i København i 1938. Suvio led dog karrierens tredje nederlag, da han i en returmatch mod Hans Drescher i november 1938 tabte på point.
Suvio boksede herefter en række kampe i Sverige, Frankrig og Tyskland. I juni 1939 mødte Suvio den tyske mester i weltervægt, Gustav Eder, og tabte på point. En returkamp nogle måneder senere i Berlin førte også til et nederlag for Suvio. Han boksede yderligere et par kampe i Tyskland, og en enkelt kamp i 1940 i det besatte Polen, inden Suvio atter vendte tilbage til Skandinavien, hvor han i København i 1940 tabte til Henry Nielsen og i Göteborg i januar 1941 igen vandt over Hans Holdt. I 1943 slog han Poul Kops ud i 5. omgang i Helsinki, men krigen gjorde det vanskeligt at opnå kampe i Europa, og Suvio kom først til at bokse igen efter krigen i 1945, da han to gange boksede uafgjort mod Henry Nielsen. I 1946 vandt han det finske mesterskab i weltervægt, men karrieren førte ingen vegne hen, og efter to nederlag i Sydafrika i 1948 opnåede Suvio to sejre over et par urutinerede boksere, hvorefter Suvio trak sig tilbage.
Efter boksekarrieren fungerede Suvio som træner, og trænede bl.a. det svenske olympiske boksehold i 1949-57 og herefter det tyrkiske bokselandshold. Suvio blev i 2005 optaget i det finske Boxing Hall of Fame.